# Róża Kochanowska
Róża Anna Kochanowska z d. Szopa (ur. 21 marca 1937 w Kaczorkach, zm. 13 grudnia 2020 w Szczecinie) – polska profesor nauk rolniczych w zakresie ekologii roślin i łąkarstwa.

## Życiorys
Róża Kochanowska ukończyła studia w Wyższej Szkole Rolniczej w Szczecinie z dyplomem magistra inżyniera rolnictwa w 1960. Stopień doktora nauk rolniczych w zakresie łąkarstwa otrzymała w 1968 w macierzystej uczelni po obronie pracy Zróżnicowanie fitosocjologiczne oraz wartość gospodarcza łąk rdestowo-ostrożeniowych (Cirsio-Polygmetum Tx.51) na terenie województwa szczecińskiego (promotor: prof. dr Grzegorz Honczarenko). W 1983 został Jej nadany stopień doktora habilitowanego przez Akademię Rolniczą w Poznaniu. Tytuł profesora otrzymała z rąk Prezydenta RP w 2002.  
Pracę rozpoczęła w 1959 w szczecińskim oddziale Instytutu Melioracji i Użytków Zielonych, początkowo jako pracownik inżynieryjno-techniczny, a następnie jako starszy asystent (1963–1968), adiunkt (1969–1982) i docent (1983–1994). W 1994 rozpoczęła pracę na stanowisku nauczyciela akademickiego w macierzystej uczelni jako profesor nadzwyczajny (1994–2002), a po otrzymaniu tytułu jako profesor zwyczajny (2002-2007).  
Od 1 października 2007 przebywała na emeryturze. 
Została pochowana 2 kwietnia 2021 na Cmentarzu Centralnym w Szczecinie w kwaterze 34B/5/2. 

## Praca naukowo-badawcza
Róża Kochanowska zajmowała się ekologię i strukturą fitosocjologiczną łąk ziołoroślowych (rdestowo-ostrożeniowych) oraz łąk trawiastych na siedliskach zmiennowilgotnych Pomorza Zachodniego oraz intensyfikacją plonowania i użytkowania łąk uprawnych w zależności od regulowanej troficzności gleb. Opublikowała 158 prac, w tym 73 oryginalnych prac twórczych, 25 popularnonaukowych. Realizowała liczne projekty badawcze: w tym jeden KBN i jeden zagraniczny (jako kierownik).

## Wybrane publikacje
- Efektywność nawożenia azotem łąk położonych na różnych siedliskach gleb hydrogenicznych Pomorza Szczecińskiego. „Szczec. Rocz. Nauk.” 1993, 8, 1, s.23-32 (wsp. Witold Belka)[8]
- Przyroda Pomorza Zachodniego. Oficyna In Plus, Wołczkowo 2002, 464 ss. ISBN 8391082784 (wsp. Ryszard Krzysztof Borówka, Stefan Friedrich, Tomasz Heese, Janina Jasnowska)
- Bioróżnorodność śródpolnych kompleksowych użytków ekologicznych na Nizinie Szczecińskiej. „Acta Agrophys.” 2003, 1, 3, s. 453-458 (wsp. Renata Gamrat)[9]
- Pelnik Europejski róża polskich łąk. Oficyna In Plus 2005, 108 ss. ISBN 83-89402-19-X

## Odznaczenia[4]
- Złota Odznaka „Gryf  Pomorski”  (1966)
- Srebrny Krzyż Zasługi (2000)
- Złota Honorowa Odznaka Ligi Ochrony Przyrody  (2001)
- Medal Komisji Edukacji Narodowej (2003)
- Jubileuszowy Medal pamiątkowy IMUZ (2003)